# Puchar Polski w piłce nożnej (2025/2026)
Puchar Polski w piłce nożnej mężczyzn 2025/2026 – 72. edycja rozgrywek mających na celu wyłonienie zdobywcy Pucharu Polski, który uzyska tym samym prawo gry w kwalifikacjach Ligi Europy 2026/2027. Rozpocznie się 5 sierpnia 2025 i zakończy się finałem na Stadionie Narodowym w dniu 2 maja 2026.
Trofeum broni Legia Warszawa.
72. edycja Pucharu Polski została zainagurowana meczem drugoligowców: Hutnika Kraków z Zagłębiem Sosnowiec. Mecz odbył się 5 sierpnia 2025 o godzinie 16:30 na Stadionie Suche Stawy w Krakowie i zakończył się zwycięstwem gospodarzy 3:0. Pierwszego gola w tym sezonie zdobył Damian Śliwa.

## Uczestnicy
| Grający od 1/16 finału                                                     | Grający od I rundy | Grający od I rundy | Grający od I rundy | Grający od rundy wstępnej          | Grający od rundy wstępnej |
| Ekstraklasa 2024/2025 4 drużyny                                            | Ekstraklasa 2024/2025 14 drużyn | I liga 2024/2025 16 drużyn | Zdobywcy pucharów ZPN 2024/2025 16 drużyn | I liga 2024/2025 2 drużyny         | II liga 2024/2025 18 drużyn |
| - Lech Poznań - Raków Częstochowa - Jagiellonia Białystok - Legia Warszawa | - Pogoń Szczecin - Cracovia - Motor Lublin - GKS Katowice - Górnik Zabrze - Piast Gliwice - Korona Kielce - Radomiak Radom - Widzew Łódź - Lechia Gdańsk - Zagłębie Lubin - Stal Mielec - Śląsk Wrocław - Puszcza Niepołomice | - Arka Gdynia - Bruk-Bet Termalica Nieciecza - Wisła Płock - Wisła Kraków - Miedź Legnica - Polonia Warszawa - GKS Tychy - Znicz Pruszków - Górnik Łęczna - Ruch Chorzów - ŁKS Łódź - Stal Rzeszów - Chrobry Głogów - Odra Opole - Pogoń Siedlce - Kotwica Kołobrzeg | III liga 2024/2025 - Miedź II Legnica (dolnośląskie) - Zawisza Bydgoszcz (kujawsko-pomorskie) - Avia Świdnik (lubelskie) - Odra Skrzynie Zając Bytom Odrzański (lubuskie) - Lechia Tomaszów Mazowiecki (łódzkie) - Legia II Warszawa (mazowieckie) - Siarka Tarnobrzeg (podkarpackie) - ŁKS Łomża (podlaskie) - Gryf Słupsk (pomorskie) - Korona II Kielce (świętokrzyskie) - GKS Wikielec (warmińsko-mazurskie) - Polonia Środa Wielkopolska (wielkopolskie) - Flota Świnoujście (zachodniopomorskie) IV liga 2024/2025 - Beskid Andrychów (małopolskie) - Małapanew Ozimek (opolskie) klasa okręgowa 2024/2025 - LKS II Goczałkowice Zdrój (śląskie) | - Warta Poznań - Stal Stalowa Wola | - Polonia Bytom - Pogoń Grodzisk Mazowiecki - Wieczysta Kraków - Chojniczanka Chojnice - Świt Szczecin - KKS 1925 Kalisz - Podbeskidzie Bielsko-Biała - Hutnik Kraków - Zagłębie Sosnowiec - Resovia - GKS Jastrzębie - ŁKS II Łódź - Rekord Bielsko-Biała - Olimpia Grudziądz - Wisła Puławy - Zagłębie II Lubin - Skra Częstochowa - Olimpia Elbląg |

## Zasady

### Uczestnictwo
Udział w rozgrywkach Pucharu Polski 2025/2026 na szczeblu centralnym i regionalnym (wojewódzkich związków piłki nożnej) miały obowiązek wziąć drużyny występujące na sześciu najwyższych poziomach ligowych (od Ekstraklasy do klasy okręgowej), pozostałe zespoły mogły zgłosić się do Pucharu Polski na zasadzie dobrowolności. Drużyny, które zrezygnowały z udziału w rozgrywkach na szczeblu centralnym w sezonie 2025/2026, nie były uprawnione do udziału w rozgrywkach o Puchar Polski w dwóch kolejnych cyklach rozgrywek. Warunkiem gry na szczeblu centralnym turnieju było posiadanie licencji uprawniającej do udziału w rozgrywkach mistrzowskich w sezonie 2025/2026.

### Losowanie
- w rundzie wstępnej zestaw pojedynków był ustalony odgórnie – rywalizowało osiemnaście drużyn II ligi 2024/2025 oraz dwie najsłabsze z I ligi 2024/2025 połączonych w pary według klucza:

17**-18*, 18**-17*, 1*-16*, 2*-15*, 3*-14*, 4*-13*, 5*-12*, 6*-11*, 7*-10*, 8*-9* (* miejsce w tabeli rozgrywek II ligi w sezonie 2024/2025, ** miejsce w tabeli rozgrywek I ligi w sezonie 2024/2025);
- zestaw pojedynków w pozostałych rundach losuje się bez rozstawień po zakończeniu poprzedniej rundy.

### Kwestia gospodarzy meczów
- w rundzie wstępnej gospodarzami są zespoły z miejsc 17-18 I ligi 2024/2025, 1-8 II ligi 2024/2025;
- w I rundzie, 1/16 finału, 1/8 finału, ćwierćfinale i półfinale gospodarzami są:
  - zespoły występujące w niższej klasie rozgrywkowej w sezonie 2025/2026,
  - w przypadku meczów z udziałem drużyn uczestniczących w sezonie 2025/2026 w rozgrywkach tej samej klasy – drużyny wylosowane jako pierwsze w danych parach,
- formalnym gospodarzem finału jest zwycięzca pierwszej wylosowanej pary półfinałowej.

### Zasady rozgrywania spotkań i awansu
Wszystkie pojedynki w ramach turnieju rozgrywane są metodą pucharową bez rewanżów – zwycięzca przechodzi do kolejnej rundy, przegrany odpada z dalszej rywalizacji. W przypadku remisu po regulaminowym czasie gry zarządzana jest dogrywka (2 × 15 minut), a w razie dalszego braku rozstrzygnięcia decyduje seria rzutów karnych.
Wprowadzono nowe zasady co do liczby dopuszczalnych zmian oraz obowiązkowej liczby zawodników młodzieżowców. Każda drużyna może dokonać zmiany pięciu zawodników w czasie danego spotkania (wcześniej dopuszczalne były trzy zmiany w czasie podstawowym i czwarta w dogrywce), przy czym mogą być one dokonane w trakcie przerwy między pierwszą i drugą połową oraz w trakcie nie więcej niż trzech przerw w grze. Ponadto każdy zespół musi wystawić do gry w czasie trwania całego meczu co najmniej jednego młodzieżowca (w poprzedniej edycji obowiązkowy był występ dwóch takich zawodników), czyli urodzonych w 2002 lub późniejszym roku i posiadających obywatelstwo polskie; dla takich graczy przeznaczono specjalne opaski na ramię.

### Ostrzeżenia i wykluczenia
Zawodnicy, którzy w czasie trwania turnieju otrzymali ostrzeżenia (żółta kartka), karani są następującymi karami dyskwalifikacji:
- przy drugim ostrzeżeniu – karą dyskwalifikacji w wymiarze jednego meczu,
- przy czwartym ostrzeżeniu oraz każdym kolejnym co drugim ostrzeżeniu (szóstym, ósmym...) – karą dyskwalifikacji w wymiarze dwóch meczów.

Kary te obowiązują wyłącznie w ramach Pucharu Polski różnych szczebli. Po rozegraniu meczów ćwierćfinałowych żółte kartki otrzymane wcześniej przez zawodników na szczeblu centralnym są anulowane. Kary za czerwone lub żółte kartki graczy drużyn, które awansowały do półfinału, były wykonywane w kolejnych meczach tej edycji Pucharu Polski, zaś w przypadku zawodników drużyn, które nie awansowały do półfinału, były one wykonywane w kolejnych cyklach Pucharu Polski.

## Terminarz
| Runda         | Data losowania   | Terminy meczów                      | Liczba zespołów | Drużyny wchodzące do gry                                                                                              |
| ------------- | ---------------- | ----------------------------------- | --------------- | --- |
| Runda wstępna | –                | 5-6 sierpnia 2025                   | 20 → 10         | Drużyny 17, 18 I ligi 2024/2025, drużyny II ligi 2024/2025                                                            |
| I runda       | 19 sierpnia 2025 | 23-25 września 2025                 | 56 → 28         | Drużyny 4–18 Ekstraklasy 2024/2025 bez Legii Warszawa, drużyny 1–16 I ligi 2024/2025, zwycięzcy pucharów regionalnych |
| 1/16 finału   |                  | 29 października 2025                | 32 → 16         | Drużyny 1–3 Ekstraklasy 2024/2025, Legia Warszawa (obrońca trofeum)                                                   |
| 1/8 finału    |                  | 3 grudnia 2025                      | 16 → 8          | |
| Ćwierćfinał   |                  | 4 marca 2026                        | 8 → 4           | |
| Półfinał      |                  | 1 kwietnia 2026 lub 8 kwietnia 2026 | 4 → 2           | |
| Finał         | –                | 2 maja 2026                         | 2               | |

## Runda wstępna
Uczestnicy tej fazy rozgrywek reprezentowali w sezonie 2025/2026 następujące poziomy ligowe:
- I liga (drugi poziom) – 3 drużyny:
Pogoń Grodzisk Mazowiecki, Polonia Bytom i Wieczysta Kraków
- II liga (trzeci poziom) – 13 drużyn:
Chojniczanka Chojnice, GKS Jastrzębie, Hutnik Kraków, KKS 1925 Kalisz, ŁKS II Łódź, Olimpia Grudziądz, Podbeskidzie Bielsko-Biała, Rekord Bielsko-Biała, Resovia, Stal Stalowa Wola, Świt Szczecin, Warta Poznań i Zagłębie Sosnowiec
- III liga (czwarty poziom) – 3 drużyny:
Olimpia Elbląg, Skra Częstochowa i Zagłębie II Lubin
- Klasa okręgowa (szósty poziom) – 1 drużyna:
Wisła Puławy

Na podstawie:
| Gospodarz                  | Wynik        | Gość                 |
| -------------------------- | ------------ | -------------------- |
| 5 sierpnia 2025            |              |                      |
| Hutnik Kraków              | 3:0          | Zagłębie Sosnowiec   |
| Podbeskidzie Bielsko-Biała | 2:1          | Resovia              |
| Polonia Bytom              | 7:1          | Zagłębie II Lubin    |
| Stal Stalowa Wola          | 3:1          | Skra Częstochowa     |
| 6 sierpnia 2025            |              |                      |
| Wieczysta Kraków           | 0:0 (5:6 k.) | Olimpia Grudziądz    |
| Warta Poznań               | 1:0          | Olimpia Elbląg       |
| Pogoń Grodzisk Mazowiecki  | 3:0 (w/o)    | Wisła Puławy         |
| Świt Szczecin              | 1:1 (6:5 k.) | ŁKS II Łódź          |
| KKS 1925 Kalisz            | 0:2          | GKS Jastrzębie       |
| Chojniczanka Chojnice      | 2:1          | Rekord Bielsko-Biała |

## I runda
Uczestnicy tej fazy rozgrywek reprezentowali w sezonie 2025/2026 następujące poziomy ligowe:
- Ekstraklasa (pierwszy poziom) – 14 drużyn:
Pogoń Szczecin, Cracovia, Motor Lublin, GKS Katowice, Górnik Zabrze, Piast Gliwice, Korona Kielce, Radomiak Radom, Widzew Łódź, Lechia Gdańsk, Zagłębie Lubin, Arka Gdynia, Bruk-Bet Termalica Nieciecza i Wisła Płock
- I liga (drugi poziom) – 17 drużyn:
Wisła Kraków, Miedź Legnica, Polonia Warszawa, GKS Tychy, Znicz Pruszków, Górnik Łęczna, Ruch Chorzów, ŁKS Łódź, Stal Rzeszów, Chrobry Głogów, Odra Opole, Pogoń Siedlce, Stal Mielec, Śląsk Wrocław, Puszcza Niepołomice, Polonia Bytom i Pogoń Grodzisk Mazowiecki
- II liga (trzeci poziom) – 8 drużyn:
Hutnik Kraków, Podbeskidzie Bielsko-Biała, Stal Stalowa Wola, Olimpia Grudziądz, Warta Poznań, Świt Szczecin, GKS Jastrzębie i Chojniczanka Chojnice
- III liga (czwarty poziom) – 11 drużyn:
Miedź II Legnica, Zawisza Bydgoszcz, Avia Świdnik, Legia II Warszawa, Lechia Tomaszów Mazowiecki, Siarka Tarnobrzeg, ŁKS Łomża, Korona II Kielce, GKS Wikielec, Polonia Środa Wielkopolska i Flota Świnoujście
- IV liga (piąty poziom) – 4 drużyny:
Odra Bytom Odrzański, Gryf Słupsk, Beskid Andrychów i Małapanew Ozimek
- V liga/klasa okręgowa (szósty poziom) – 2 drużyny:
LKS II Goczałkowice Zdrój i Kotwica Kołobrzeg

Losowanie pierwszej rundy odbyło się we wtorek 19 sierpnia 2025 o godzinie 12:05.
| Gospodarz                    | Wynik     | Gość                       |
| ---------------------------- | --------- | -------------------------- |
| 23/25 września 2025          |           |                            |
| Siarka Tarnobrzeg            | -:-       | Hutnik Kraków              |
| Miedź Legnica                | -:-       | Pogoń Siedlce              |
| Avia Świdnik                 | -:-       | Ruch Chorzów               |
| Flota Świnoujście            | -:-       | GKS Jastrzębie             |
| Gryf Słupsk                  | -:-       | Polonia Warszawa           |
| Stal Rzeszów                 | -:-       | Korona Kielce              |
| Lechia Tomaszów Mazowiecki   | -:-       | Śląsk Wrocław              |
| ŁKS Łomża                    | -:-       | Odra Opole                 |
| Legia II Warszawa            | -:-       | Górnik Zabrze              |
| Małapanew Ozimek             | -:-       | Znicz Pruszków             |
| Górnik Łęczna                | -:-       | Cracovia                   |
| Korona II Kielce             | -:-       | Piast Gliwice              |
| Polonia Środa Wielkopolska   | -:-       | Olimpia Grudziądz          |
| Odra Bytom Odrzański         | -:-       | Wisła Kraków               |
| Pogoń Grodzisk Mazowiecki    | -:-       | Lechia Gdańsk              |
| Kotwica Kołobrzeg            | 0:3 (w/o) | Pogoń Szczecin             |
| Miedź II Legnica             | -:-       | Świt Szczecin              |
| Arka Gdynia                  | -:-       | Motor Lublin               |
| LKS II Goczałkowice Zdrój    | -:-       | Stal Stalowa Wola          |
| GKS Wikielec                 | -:-       | Podbeskidzie Bielsko-Biała |
| Radomiak Radom               | -:-       | Zagłębie Lubin             |
| Zawisza Bydgoszcz            | -:-       | GKS Tychy                  |
| Bruk-Bet Termalica Nieciecza | -:-       | Widzew Łódź                |
| Beskid Andrychów             | -:-       | Chojniczanka Chojnice      |
| Warta Poznań                 | -:-       | Polonia Bytom              |
| GKS Katowice                 | -:-       | Wisła Płock                |
| ŁKS Łódź                     | -:-       | Chrobry Głogów             |
| Stal Mielec                  | -:-       | Puszcza Niepołomice        |

Źródło:.